# Sanktuarium Matki Bożej Brzemiennej w Gdańsku Matemblewie
Sanktuarium Matki Bożej Brzemiennej w Gdańsku Matemblewie – rzymskokatolickie sanktuarium maryjne. Mieści się na osiedlu Matemblewo w gdańskiej dzielnicy Brętowo, w województwie pomorskim. Należy do dekanatu Gdańsk Oliwa w archidiecezji gdańskiej.
Przy sanktuarium od 1994 funkcjonuje Dom Samotnej Matki im. Jana Pawła II – Caritas, gdzie znajdują schronienie i opiekę będące w trudnej sytuacji ciężarne dziewczęta i kobiety. Posługę wobec matek i dzieci sprawują od września 1993 siostry ze Zgromadzenia Sióstr Kanoniczek Ducha Świętego. Dom od chwili powstania prowadzony był przez parafię, natomiast od 1 lipca 2012 prowadzenie nad placówką przejęło Caritas Archidiecezji Gdańskiej.

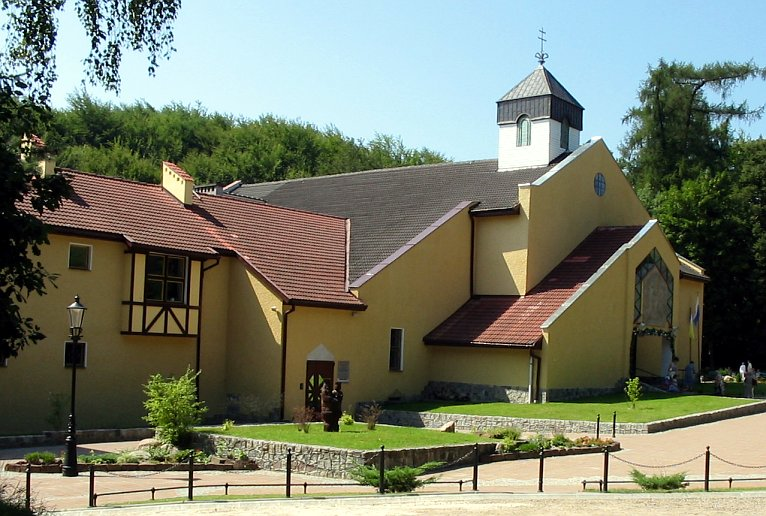
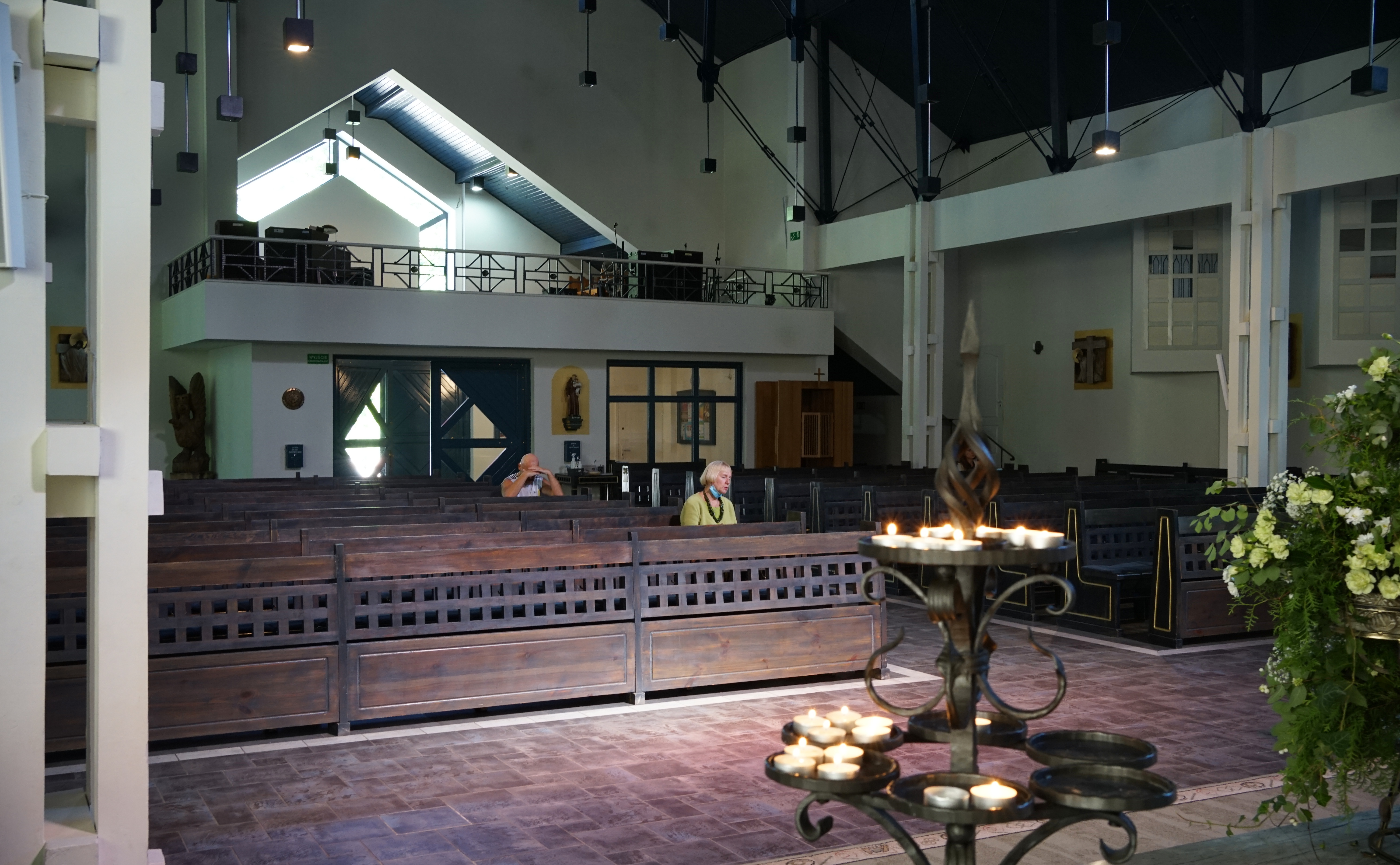